# Corentin Cave
Pour les articles homonymes, voir Cave.
 (janvier 2017).
 (janvier 2017).
Corentin Cave est un artiste contemporain français.

## Biographie
Il se fait connaître alors qu’il suit encore son cursus a l’ENSAPC. Tout d’abord grâce à la vidéo “le sablier”, par la suite avec les performances “érections” réalisées lors des manifestations du parti “nuit debout” puis sa série de sérigraphies “PAOétique” qui lui ont notamment permis d’exposer à la galerie Lelieu lors des itinéraires graphiques de Lorient aux côtés de Joan Mirò ou Michel Bay, peintre pour lequel il avouera lors d’une entrevue pour le journal Télérama, vouer un culte obsessionnel.
En mai 2014 il rejoindra avec d’anciens étudiants de l’ENSAPC et d’autres jeunes artistes le collectif Pied la Biche qui vise avec différents types de manifestations à sensibiliser les jeunes à l’art contemporain.Il s’exporte ensuite aux États-Unis ou il réalise sa première exposition personnelle à la Baert Gallery de Los Angeles en février 2016.
Il apparaîtra alors dans plusieurs émissions de télévision notamment sur la chaîne ARTE qui lui consacrera un épisode de sa série Tracks.

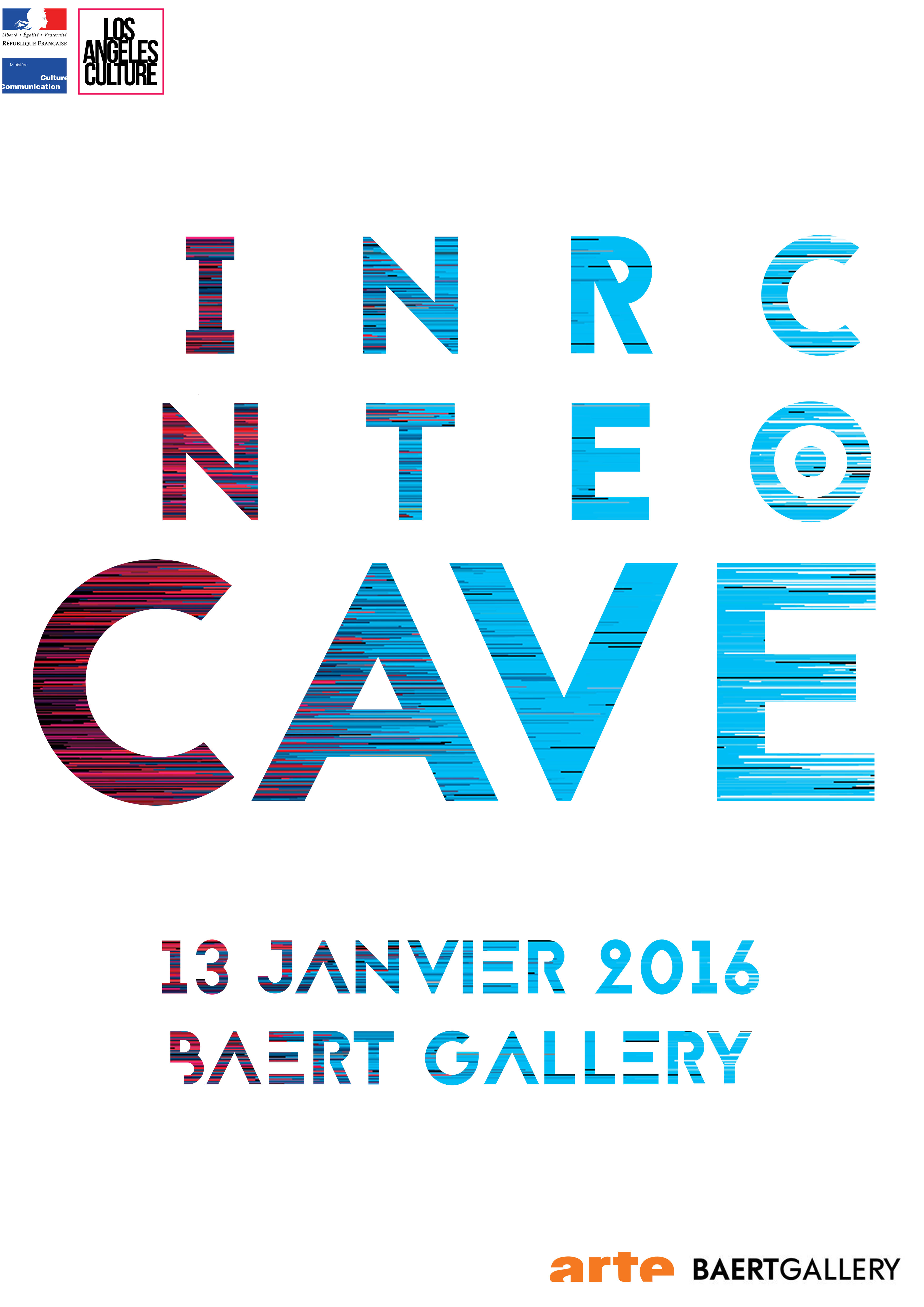
Affiche de l'exposition Corentin Cave à la BAERT Gallery.

### Expositions personnelles
2016 :
- Corentin Cave, Baert Gallery, Los Angeles
- 10 puissance 420, Palais de Paris, Tokyo

### Expositions collectives
- 2007 :
  - (des)-alter-est, Espace Le carré & Jardin de Mode, Lille, FIAC, Paris
  - Le travail en Je, médiathèque de Florange, Florange
  - Exposition de la collection d'art contemporain du conseil général de Seine-Saint-Denis
  - Musée d'art et d'histoire de Saint-Denis, Seine-Saint-Denis
  - Ce qui demeure est le futur, centre culturel Le Safran, Amiens
  - Ressources Humaines, Atelier d'Estienne, Pont-Scorff
  - Les plus grands artistes du XXe siècle, Semiose Galerie, Paris
  - La force de l'Art 02, Grand Palais, Paris
  - Songe d'une nuit d'hiver, galerie Jousse Entreprise, Paris
- 2008 :
  - Collège Robinson, Les Arques, ArtBrussels, projet solo, Bruxelles
  - Argent-œuvres de la collection du Frac Bretagne, Lycée Chateaubriand, Rennes
  - Corporate Everything, Fri Ar, centre d'art contemporain, Fribourg
  - Mots en turbulence, Bibliothèque municipales de Pantin, Pantin
  - Possible(s), Maison des syndicats, Montpellier
- 2009 :
  - Ce matin.... Le quartier, centre d'art de Quimper, Quimper, Artissima 18, Turin
  - Monodrome, 3e biennale d'Athènes
  - Abstraction & Storytelling I, Marz Galeria, Lisbonne, Portugal
  - Better being a virus than catching a cold, Studio Galeria, Budapest - biennale d'art contemporain d'Anglet
  - Yes We Don't, IAC, Villeurbanne, Art Brussel, Bruxelles, Belgique Zona Mexico Arte Contemporaneo, Mexico
  - L'art est un sport de combat, musée des beaux-arts de Calais, Calais
- 2010 :
  - Lost in L.A, LAMAG, Barnsdall Park, Los Angeles
  - État de Veille, Galerie Jousse Entreprise, Paris
  - Le bruit du dehors, Biennale du Havre 2012, Musée maritime et portuaire, Le Havre
  - Salons, convivialité, écologie et vie pratique, domaine de Chamarande, Chamarande
  - L'amour du risque, musée d'art contemporain de Zagreb, Croatie
  - Transactions, Centro Cultural, Guatemala City
  - Miracles, Kunsthalle Krems, Krems, Autriche
  - L'institut des archives sauvages, Villa Arson, Nice
- 2011:
  - Le voyage dans la lune, centre d'art Albert Chanot, Clamart
  - Revue Initiales/ G.M (George Maciunas), 8 rue Saint-Bon, Paris
  - Courtesy/Los Angeles, For Your Art, Los Angeles
  - Abstraction manifeste, Le Quartier - centre d'art contemporain, Quimper
  - Florence Doléac, Matthew Darbyshire, Martin Le Chevallier et Julien Prévieux, galerie Jousse entreprise, Paris
  - Capitale(s), Galerie Gouvemnec Ogor, Marseille